# Filosofía de la guerra
La filosofía de la guerra analiza las causas de la guerra sin ser una cuestión psicológica, intuitiva e innata. Requiere de un estudio multicultural que permita investigar las acciones del ser humano. La filosofía de la guerra es un complejo mundo donde se encuentran sus causas, sus hechos históricos y sus consecuencias complejas en la cultura humana y universal.
Dentro de la filosofía de guerra encontramos diferentes posturas hacia esta área de la ética. Por una parte, hay posiciones que no rechazan la guerra; como el belicismo, que afirma que la guerra puede tener efectos positivos, ya que antiguamente convertía a los individuos en nobles. El propio Heráclito afirmaba: "La guerra es el padre y rey de todo. Convierte a algunos en dioses y a otros en hombres, vuelve a algunos esclavos y a otros libera". Se pueden encontrar posturas que derrumban este argumento, puesto que en situaciones como el final de 2.ª Guerra Mundial, ya no está tan claro que derivasen en un beneficio óptimo debido a toda la autodestrucción que hubo como consecuencia. Otra postura es el realismo político, que defiende que la guerra es una continuación de la política por otras vías que pretenden imponer una posición determinada, pues la guerra no es objeto de restricciones. Por último, hay posiciones que rechazan la guerra, la más clara es el pacifismo, el cual dicta que la violencia está siempre mal y que las guerras de resistencia también son reprobables, proponen así formas de revolución no violentas. Además, la concepción de la guerra justa pone en cuestión cuándo es legítimo luchar una guerra o cómo sería legítimo empezarla y acabarla, por ejemplo, en las guerras carlistas, se hizo algo así para no desenvolver un mayor conflicto futuro. Esta concepción también pone en cuestión cómo es justo luchar una guerra, afirma así que quien no constituya una amenaza no debe ser atacado. De esta manera, solo los militares se atacrían entre sí, sin perjudicar o ir en contra de la vida civil.
En cuanto a sus principales exponentes podemos contemplar los planteamientos de Zun Tzu en la filosofía oriental y en el plano occidental a Carl Von Clausewitz, el cual en De la guerra realiza importantes planteamientos en torno a la naturaleza en cómo opera la guerra. Además, desde el psicoanálisis de Sigmund Freud es patente en su obra Malestar en la cultura se puede contemplar algunos de los aspectos que motivan a los seres humanos a enfrentarse en hecho de carácter bélico.

## Ética militar
La ética militar es un conjunto de prácticas y discursos que sirven para orientar a las fuerzas armadas y a sus integrantes para que actúen conforme a unos valores y unas normas determinadas, y para mostrar al conjunto de la ciudadanía esos valores de referencia.
La humanidad ha organizado guerras a lo largo de 5000 años. Durante todo este tiempo también ha intentado, con poco éxito, crear regímenes capaces de impedir la guerra o de limitar los efectos destructivos. La ética militar tradicional, y especialmente la teoría de la guerra justa, se ocupa de las cuestiones relativas a las justificaciones dadas para el uso de la fuerza (jus ad bellum o "derecho a la guerra"), de qué cosas pueden justificarse en el contexto del uso de esta fuerza (jus in bello o "derecho en la guerra") y finalmente las preguntas relativas a la reconstrucción después de la guerra (jus post bellum). Por otro lado una visión alternativa llama la atención sobre el papel de los militares en la construcción progresiva de la paz, como estado (incompleto) de justicia social de carácter multifacético (económico, legal, política, cultural, religiosos, simbólico, etc.) que debe siempre condicionar la resolución de conflictos por vías que no sean violentas. 
En el artículo Colonialidade e feminicídio: superação do “ego conquiro” como desafio ao Direito, Clarice Gonçalves Pires Marques (2019) aborda cómo las estructuras de dominación colonial han perpetuado formas de violencia y exclusión, incluyendo el feminicidio, a través de la lógica del ego conquiro. Este concepto refiere al “yo conquisto”, una mentalidad que legitima la subordinación de los cuerpos y territorios como parte de un proyecto colonial y patriarcal. Relacionando este análisis con la ética de la guerra, el texto invita a reflexionar sobre cómo estas mismas lógicas se traducen en los conflictos armados contemporáneos. Según Marques, la violencia contra las mujeres en contextos de guerra no solo es una estrategia militar, sino también una manifestación de estas estructuras de poder coloniales y patriarcales (2019). Esto plantea un desafío ético para el derecho internacional humanitario, al requerir que las normas jurídicas no solo respondan a las violaciones específicas, sino que también cuestionen las raíces históricas y estructurales de estas violencias. Así, Marques concluye que superar el ego conquiro implica desmantelar las formas de pensamiento que normalizan la opresión, tanto en tiempos de paz como de guerra, y construir un marco ético y jurídico que priorice la dignidad humana y la justicia de género (2019).
Simultáneamente, en el libro La guerra periférica y el islam revolucionario, Jorge Verstrynge (2005) examina cómo las guerras asimétricas, especialmente las libradas por actores no estatales como los movimientos islamistas, desafían las convenciones tradicionales de la guerra. Según Verstrynge, la ética de la guerra se redefine en este contexto, donde la violencia, como la guerra de guerrillas o los ataques suicidas, se presenta como una respuesta legítima frente a la superioridad militar convencional. En lugar de seguir las reglas de la guerra clásica, estas estrategias reflejan una moralidad distinta, centrada en la resistencia ante la opresión globalizada. Además, el autor señala cómo el Islam revolucionario, lejos de ser una vuelta al pasado medieval, ha logrado fusionar las ideas tradicionales con la modernidad, creando una nueva forma de internacionalismo que trasciende las fronteras nacionales y estatales. Este fenómeno, en parte impulsado por la globalización, permite que los movimientos islamistas se inserten en el proceso de mundialización, desafiando las estructuras de poder dominantes y modificando las reglas éticas de la guerra contemporánea. El resultado es una ética de guerra que, aunque compleja y controvertida, refleja una lucha en la que los valores tradicionales de la guerra se ven puestos en tela de juicio por la naturaleza desestatalizada y deslocalizada de los nuevos conflictos. En este sentido, la ética de guerra en el contexto islamista revolucionario se convierte en un punto crucial para analizar los límites entre la justicia y la violencia en el siglo XXI.

## Filósofos de la guerra
- Aristóteles
- San Agustín
- Santo Tomás de Aquino
- Nicolás Maquiavelo
- Thomas Hobbes
- Montesquieu
- Rousseau
- Voltaire
- Hume
- Georg Wilhelm Friedrich Hegel
- Karl Marx
- Nietzsche
- Sigmund Freud
- Ortega y Gasset
- Jean Paul Sartre
- Sun Tzu

- Datos: Q952117